# Refugee (singel Tom Petty and the Heartbreakers)
Refugee – piosenka rockowa zespołu Tom Petty and the Heartbreakers, wydana w 1980 jako singel promujący album Damn the Torpedoes.

## Powstanie
Według Toma Petty'ego brzmienie piosenki miało związek z presją branży muzycznej i próbą sprzedaży kontraktu zespołu przez ABC Records wytwórni MCA Records bez wiedzy zespołu, co wywołało irytację jego członków. Muzykę napisał Mike Campbell, a tekst stworzył Petty. Campbell przyznał, że nagranie było bardzo trudnym procesem, ponieważ skomplikowaną kwestią było odpowiednie cięcie tego czterościeżkowego utworu. Piosenka była nagrywana wielokrotnie i pewnego dnia w poczuciu bezsiły Campbell opuścił studio i wyjechał na dwa dni.
Do piosenki zrealizowano teledysk.

## Wykonania
Piosenka została wykonana m.in. w programie Saturday Night Live w 1979 roku, zamykała także występ zespołu podczas Live Aid (stadion JFK) w 1985 roku.

## Pozycje na listach przebojów
| Lista             | Pozycja | Źródło |
| ----------------- | ------- | ------ |
| Belgia (Flandria) | 23      | [ 2 ]  |
| Holandia          | 24      | [ 2 ]  |
| Nowa Zelandia     | 3       | [ 2 ]  |
| Stany Zjednoczone | 15      | [ 1 ]  |

## Wykonawcy
Źródło: WhoSampled
- Tom Petty – wokal, harmonijka
- Mike Campbell – gitary
- Stan Lynch – perkusja

## Covery
Covery utworu nagrali m.in. The Chipmunks (1980), Melissa Etheridge (2005), The Gaslight Anthem (2011), ApologetiX (2017) i Rockabye Baby! (2018). W 2011 roku Tom Petty stwierdził, że najbardziej ceni wersję Etheridge.